# El pelele
El pelele (1791 - 1792) es un cartón para tapiz de Francisco de Goya (267 x 160 cm), uno de los que ejecuta para tapices destinados al gabinete del rey Carlos IV de España de El Escorial. Se trata de una escena popular. Pertenece al último periodo de Goya como pintor de cartones para tapices.
Cuatro jóvenes vestidas de majas mantean un pelele en un entorno de paisaje frondoso, atravesado por un río, con la presencia de un edificio de piedra al fondo. El juego, practicado durante algunas fiestas populares y rito de despedida de la soltería, simboliza aquí el poder de la mujer sobre el hombre, asunto general de este conjunto y repetido en la obra de Goya, con ejemplos en las series de grabados de los Caprichos y de los Disparates, así como en sus álbumes de dibujos.
Es un cuadro de ejecución rápida. Los colores son luminosos. En general, el estilo es elegante y ligero, propio del siglo XVIII. 